# Hixam III
Hixam III o Hixam al-Mutadd bi-L·lah (àrab: هشام المعتد بالله, Hixām al-Muʿtadd bi-Llāh) (Qúrtuba, 974/975 - Làrida, 1036) fou el darrer califa omeia de Còrdova (1026-1031). Era descendent d'Abd-ar-Rahman III i probablement el germà gran d'Abd-ar-Rahman IV al-Murtada, a qui acompanyava en la campanya de Granada en la qual va morir (1018).
Hixam, després d'això, va fugir a al-Bunt, on governava el mawla amirita Abd-Al·lah ibn Qàssim al-Fihrí. El juny de 1027 fou proclamat califa pels cordovesos, però va restar a Qasr al-Bunt durant dos anys sense entrar a la capital fins al desembre de 1029.
El seu wazir Hàkam ibn Saïd al-Kazzaz, d'origen obscur, va dictar diverses mesures financeres que foren considerades favorables als amazics, i això va fer molt impopular no sols al wazir sinó al califa. Una revolta popular va matar el wazir i va deposar Hixam III el novembre del 1031. Es va formar una república dirigida per un consell de notables dirigits per Abu-l-Hazm Jàhwar ibn Muhàmmad ibn Jàhwar.
Hixam va rebre autorització per retirar-se i va viure en terres de Làrida, probablement al palau andalusí de Balaguer, on moriria el desembre del 1036, a la cort de Sulayman ibn Hud.